# Belloy-Saint-Léonard
Belloy-Saint-Léonard település Franciaországban, Somme megyében. Lakosainak száma 84 fő (2022. január 1.). Belloy-Saint-Léonard Métigny, Avelesges, Avesnes-Chaussoy, Dromesnil, Étréjust, Hornoy-le-Bourg és Warlus községekkel határos.

## Népesség
A település népességének változása:
| Lakosok száma | 93   | 94   | 95   | 92   | 91   | 90   | 89   | 88   | 84   |
|               | 2013 | 2015 | 2016 | 2017 | 2018 | 2019 | 2020 | 2021 | 2022 |